# Pegomya macrophthalma
Pegomya macrophthalma är en tvåvingeart som beskrevs av Griffiths 1984. Pegomya macrophthalma ingår i släktet Pegomya och familjen blomsterflugor.
Artens utbredningsområde är North Carolina. Inga underarter finns listade i Catalogue of Life.